# L.A. Woman (album)

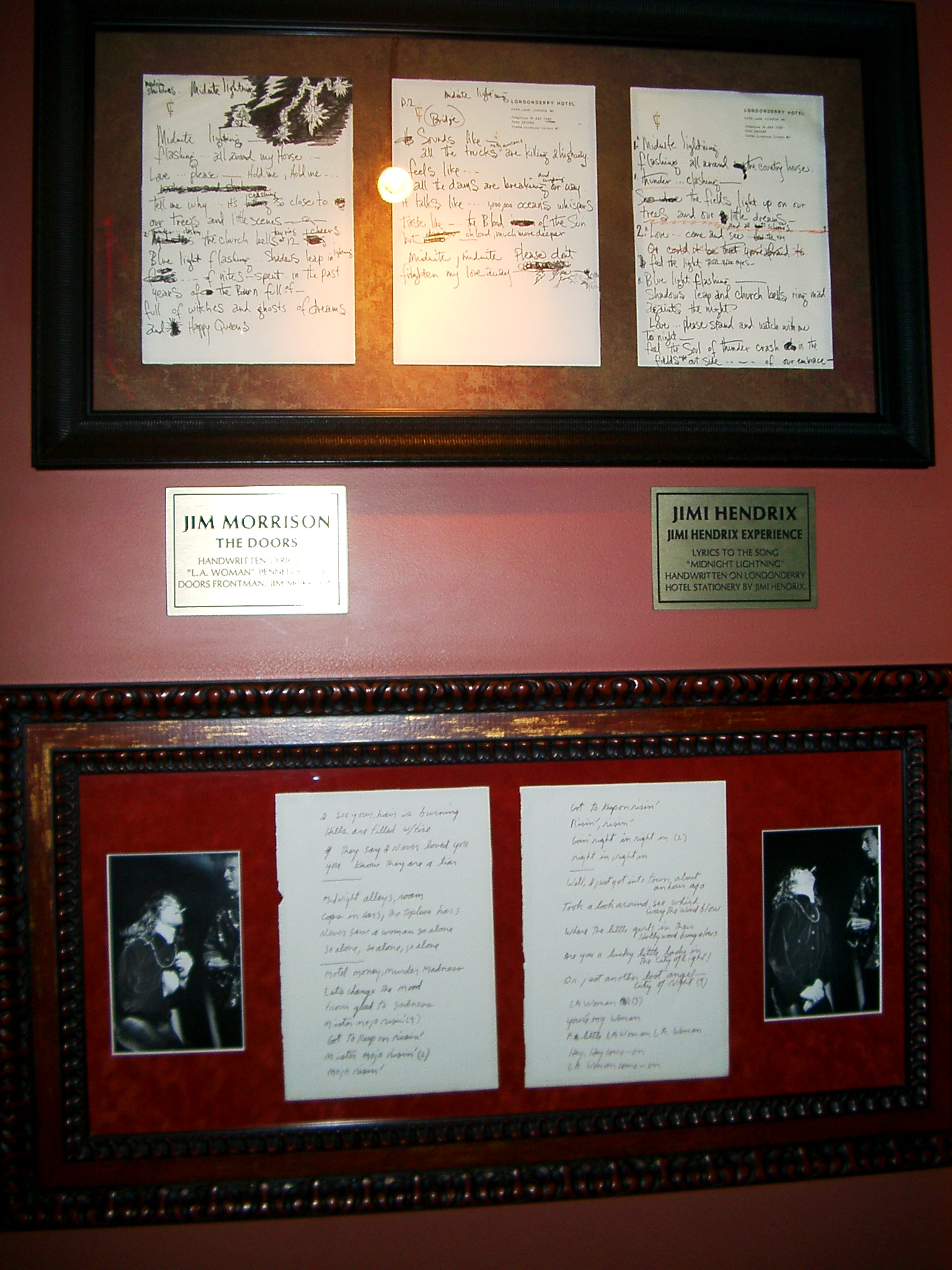
Links boven: door Jim Morrison handschreven songtext van de titelsong L.A. Woman

L.A. Woman is het zesde album van The Doors, en werd uitgebracht in april 1971. Dit is het laatste studioalbum waarop Jim Morrison nog te horen is. Drie maanden na het verschijnen van de plaat overleed hij in zijn badkamer in Parijs.
De baspartijen zijn gespeeld door Jerry Scheff, bassist van Elvis tijdens diens Vegas shows. Jim Morrison zou hem hiervoor hebben gevraagd omdat hij een groot Elvis fan was. Er wordt gezegd dat Scheff als vast lid tot de band zou toetreden. De dood van Morrison maakte hier echter een vroegtijdig einde aan.
Het album is in 2000 ook verschenen op dvd-audio, waarbij de oorspronkelijke mixtapes zijn gebruikt. Deze heruitgave in surround sound werd eveneens geproduceerd door Bruce Botnick.

## Tracklist

### Kant één
1. "The Changeling" (4:20)
2. "Love Her Madly" (3:18)
3. "Been Down So Long" (4:40)
4. "Cars Hiss By My Window" (4:10)
5. "L.A. Woman" (7:49)

### Kant twee
1. "L'America" (4:35)
2. "Hyacinth House" (3:10)
3. "Crawling King Snake" (4:57)
4. "The WASP (Texas Radio and the Big Beat)" (4:12)
5. "Riders on the Storm" (7:14)

Alle nummers werden geschreven door The Doors, behalve "Crawling King Snake", dat werd geschreven door John Lee Hooker. Als singles werden uitgebracht:
- "Love Her Madly"/"Don't Go No Further" (maart 1971)
- "Riders On The Storm"/"The Changeling" (juni 1971)

## Hitnoteringen

### NederlandseAlbum Top 100
| Hitnotering: (Week 1 t/m 22) 19-06-1971 t/m 13-11-1971 Hitnotering: (Week 23 t/m 25) 28-01-2012 t/m 11-02-2012 | Hitnotering: (Week 1 t/m 22) 19-06-1971 t/m 13-11-1971 Hitnotering: (Week 23 t/m 25) 28-01-2012 t/m 11-02-2012 | Hitnotering: (Week 1 t/m 22) 19-06-1971 t/m 13-11-1971 Hitnotering: (Week 23 t/m 25) 28-01-2012 t/m 11-02-2012 | Hitnotering: (Week 1 t/m 22) 19-06-1971 t/m 13-11-1971 Hitnotering: (Week 23 t/m 25) 28-01-2012 t/m 11-02-2012 | Hitnotering: (Week 1 t/m 22) 19-06-1971 t/m 13-11-1971 Hitnotering: (Week 23 t/m 25) 28-01-2012 t/m 11-02-2012 | Hitnotering: (Week 1 t/m 22) 19-06-1971 t/m 13-11-1971 Hitnotering: (Week 23 t/m 25) 28-01-2012 t/m 11-02-2012 | Hitnotering: (Week 1 t/m 22) 19-06-1971 t/m 13-11-1971 Hitnotering: (Week 23 t/m 25) 28-01-2012 t/m 11-02-2012 | Hitnotering: (Week 1 t/m 22) 19-06-1971 t/m 13-11-1971 Hitnotering: (Week 23 t/m 25) 28-01-2012 t/m 11-02-2012 | Hitnotering: (Week 1 t/m 22) 19-06-1971 t/m 13-11-1971 Hitnotering: (Week 23 t/m 25) 28-01-2012 t/m 11-02-2012 | Hitnotering: (Week 1 t/m 22) 19-06-1971 t/m 13-11-1971 Hitnotering: (Week 23 t/m 25) 28-01-2012 t/m 11-02-2012 | Hitnotering: (Week 1 t/m 22) 19-06-1971 t/m 13-11-1971 Hitnotering: (Week 23 t/m 25) 28-01-2012 t/m 11-02-2012 | Hitnotering: (Week 1 t/m 22) 19-06-1971 t/m 13-11-1971 Hitnotering: (Week 23 t/m 25) 28-01-2012 t/m 11-02-2012 | Hitnotering: (Week 1 t/m 22) 19-06-1971 t/m 13-11-1971 Hitnotering: (Week 23 t/m 25) 28-01-2012 t/m 11-02-2012 | Hitnotering: (Week 1 t/m 22) 19-06-1971 t/m 13-11-1971 Hitnotering: (Week 23 t/m 25) 28-01-2012 t/m 11-02-2012 | Hitnotering: (Week 1 t/m 22) 19-06-1971 t/m 13-11-1971 Hitnotering: (Week 23 t/m 25) 28-01-2012 t/m 11-02-2012 |
| Week: | 1 | 2 | 3 | 4 | 5 | 6 | 7 | 8 | 9 | 10 | 11 | 12 | 13 | 14 |
| --- | --- | --- | --- | --- | --- | --- | --- | --- | --- | --- | --- | --- | --- | --- |
| Positie: | 18 | 18 | 18 | 18 | 18 | 18 | 18 | 14 | 14 | 14 | 14 | 14 | 4 | 7 |
| Week: | 15 | 16 | 17 | 18 | 19 | 20 | 21 | 22 | | 23 | 24 | 25 | | |
| Positie: | 8 | 8 | 9 | 10 | 14 | 13 | 14 | 19 | uit | 51 | 61 | 100 | uit | |

### VlaamseUltratop 100Albums
| Hitnotering: 04-02-2012 t/m 18-02-2012 | Hitnotering: 04-02-2012 t/m 18-02-2012 | Hitnotering: 04-02-2012 t/m 18-02-2012 | Hitnotering: 04-02-2012 t/m 18-02-2012 | Hitnotering: 04-02-2012 t/m 18-02-2012 |
| Week:                                  | 1                                      | 2                                      | 3                                      |                                        |
| -------------------------------------- | -------------------------------------- | -------------------------------------- | -------------------------------------- | -------------------------------------- |
| Positie:                               | 50                                     | 73                                     | 80                                     | uit                                    |

Jim Morrison · Robby Krieger · Ray Manzarek · John Densmore